# Ashby Peter Solomzi Mda
Ashby Peter Solomzi Mda, auch bekannt als Ashby Peter Mda, Ashby Solomzi Mda und A. P. Mda, (* 6. April 1916 im Herschel-Distrikt; † 7. August 1993 in Bloemfontein) war ein südafrikanischer Lehrer und Politiker. Er war der zweite Präsident der ANC Youth League (ANCYL).

## Leben
Mda wurde als Sohn einer Lehrerin und eines Vorarbeiters auf einer Farm geboren. Die Grundschulzeit verbrachte er in seinem Geburtsort. Danach besuchte Mda ein katholisches College, obwohl die Familie anglikanischen Glaubens war. Das waren die Bildungseinrichtungen St Francis in Aliwal North und in Mariazell bei Matatiele.
Nach seiner Ausbildung zum Lehrer suchte er eine Anstellung, schließlich konnte er als Gärtner und Küchenjunge einer weißen Familie arbeiten. 1937 ging er in den Ballungsraum am Witwatersrand, dort fand er ebenfalls keine Anstellung und hatte verschiedene Jobs, bis er 1938 an einer katholischen Grundschule angestellt wurde.
1936 nahm er an einem Treffen der All African Convention (AAC) teil, über das er in einer Zeitung als „epochemachend“ berichtete. Er wurde ein erklärter Anhänger der AAC und verteidigte sie und ihren Vorsitzender Davidson Don Tengo Jabavu gegen Angriffe aus den eigenen Reihen, die eine zu schwache Haltung gegen die Hertzog-Gesetze monierten. Bereits Ende 1936 wandte Mda sich jedoch enttäuscht von Jabavu ab und unterstützte Alfred Bitini Xuma, den neuen Präsidenten des African National Congress (ANC). Der ANC wurde für ihn zur einzigen Organisation, die die Idee des Panafrikanismus umsetzen konnte und der seiner Meinung nach nicht auf einen separaten Weg hinführen soll. Aufgrund seiner katholischen Erziehung lehnte Mda kommunistische Ideen und die CPSA entschieden ab, dennoch las er Das Kapital und Werke von Friedrich Engels und Leo Trotzki.
1940 unterstützte Mda die Transvaal African Teachers Association (TATA) bei ihrem Protest für bessere Bezahlung und wurde Vorsitzender des Gehaltskomitees, obwohl der zugleich Mitglied der Catholic African Teachers Union (CATU) war, die die Kampagne ablehnte. Nach der Ankunft von Anton Muziwakhe Lembede in Johannesburg 1943 suchte Mda Kontakt zu seinem alten Freund; zusammen mit ihm und Jordan Ngubane entwickelte er die Gründungsidee und das Manifest der ANCYL. 1947 machte er seinen Bachelor an der Universität von Südafrika (UNISA) im Fernstudium. Nach dem plötzlichen Tod von Lembede wurde er 1947 amtierender Präsident der ANCYL und 1948 zum Präsidenten gewählt. Während seiner Präsidentschaft fokussierte Mda sich auf die östliche Region der Kapprovinz mit dem Ziel, den Ausbau der Jugendorganisation voranzubringen, 1948 wurde am South African Native College in Alice eine Zweigstelle gegründet. Er forcierte die Kandidatur von Oliver Tambo, seines Stellvertreters, für den Vorsitz des ANC, um das Aktionsprogramm für die Partei umzusetzen; Tambo jedoch forderte James Moroka zur Kandidatur auf, der 1949 gewählt wurde. 1950 oder 1951 zog Mda sich aus der Führung der ANCYL zurück, sein Nachfolger wurde Nelson Mandela. 1959 gehörte Mda zu den ANC-Mitgliedern, die den Pan Africanist Congress (PAC) gründeten.
Mda floh 1963 nach Basutoland (später Lesotho) und eröffnete dort in Mafeteng eine Rechtsanwaltspraxis.
Ashby Solomzi Mdas Sohn ist der Schriftsteller Zakes Mda (* 1948).